# Markus Röhling der Ältere

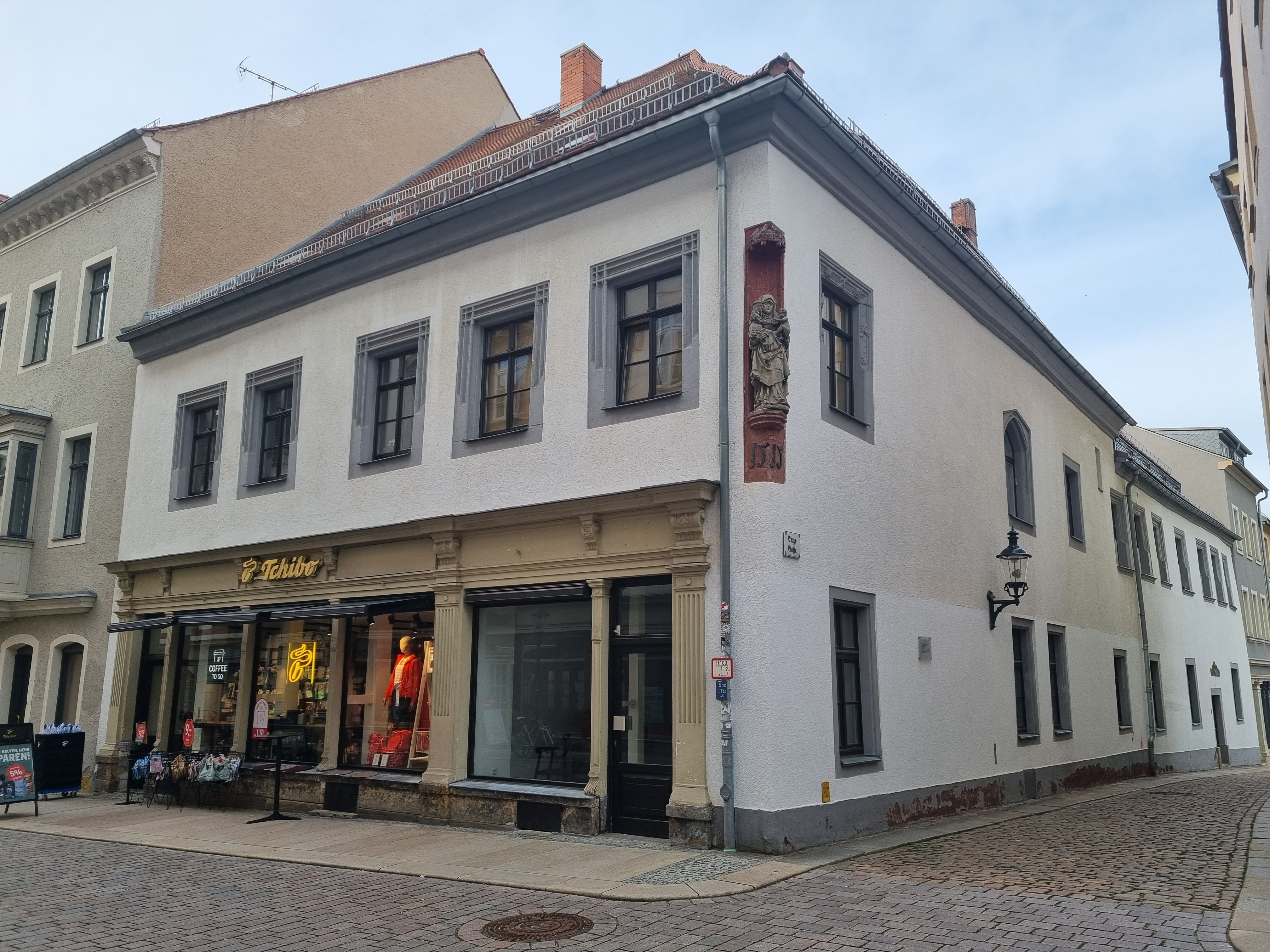
Das Röhling Haus in Freiberg

Markus Röhling der Ältere (* um 1450 in Freiberg?; † um 1527 in Geyer) war der erste Baumeister (Stadtbaumeister) von Annaberg, Ratsherr und möglicherweise auch Herr von Bärenstein.

## Leben und Wirken
Im Jahr 1501 war Markus im Türkensteuerregister von Geyer erwähnt. 
Das gotische Haus von Markus in Freiberg wird heute als das Röhling-Haus bezeichnet. Das Haus befindet sich auf der Enge Gasse 1 in Freiberg. Die Fassade ist mit einer Kopie einer Skulptur der Anna selbdritt dekoriert (vermutlich) von Philipp Koch. Die Original-Skulptur ist in der Kapelle der Anna im Freiberger Dom aufgestellt.
Röhling ist als erster Baumeister (Stadtbaumeister) von Annaberg beschrieben worden. Unter seiner Führung wurde im Jahr 1499 der Bau der St. Annenkirche begonnen. Röhling wurde auch als Ratsherr (Stadtrat) in Geyer und Freiberg berufen.

## Familie
Markus entstammte dem Adelsgeschlecht Röhling. Markus Röhlings Ehen gingen vier Söhne hervor: Hans, Lorenz, Oswald und Georg. Hans Röhling war ein bekannter kursächsischer Bergbeamter, Montanunternehmer und Grundherr. Sein Enkel Markus Röhling der Reiche (* 1511/1517, † 1581 in Annaberg) folgte seinem Vater als Bergamtsverwalter nach. Er machte sein Vermögen ebenfalls mit Bergbau, u. a. mit der Grube Himmlisch Heer in Annaberg. Nach ihm ist der Markus-Röhling-Stolln, heute Besucherbergwerk, benannt.